# Мацон, Юлий Иванович
Ю́лий Фердина́нд Ива́нович Мацо́н (22 апреля 1817, Рига — 20 декабря 1885, Киев) — русский патолог и врач-терапевт, ординарный профессор и декан медицинского факультета Университета Святого Владимира, первый директор Александровской больницы (в Киеве) (1875—1885), тайный советник.

## Образование

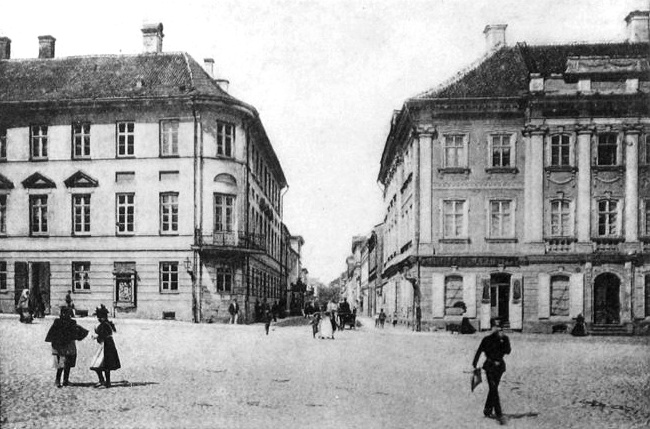
Тартуский университет на рубеже XIX—XX веков

Юлий Мацон (Julius Ferdinand Mazonn) родился в Риге в немецкой семье мещанского происхождения. Начальное образование получил дома, среднее образование в Дерптской гимназии (1829—1836).
В 1838 году Юлий Мацон поступил в Дерптский университет на медицинский факультет, где обучался в числе казённокоштных воспитанников. Юлий Мацон изучал патологическую анатомию у профессора А. Ф. Гука  (англ.), физиологию и патологию у профессора А. В. Фолькманна. Сдав экзамен 28 января 1843 года, был удостоен степени лекаря 1-го класса.

## Практическая и научная деятельность
15 августа 1843 года Ю. Ф. Мацона назначили исполнять обязанности городского врача в городе Сквира Киевской губернии. В 1844 году он по собственной инициативе перевёлся на вакансию врача при доме умалишённых Киевского приказа общественного призрения, где он проработал до 1853 года. Кроме этого, 6 ноября 1848 года он был определён на должность врача на Киево-Межигорскую фаянсовую фабрику, где работал по совместительству до 1855 года.
Доктор Мацон занимался также клинической медициной и патологической анатомией — исследовал патологоанатомическим методом трупы больных, умерших от Брайтовой болезни (нефрит) в первой стадии расстройства почек и 15 мая 1850 года защитил самостоятельно подготовленную диссертацию «De primo gradu degenerationis renum in morbo Brightü Comentatio pathologico-anatomica» — медицинский факультет Киевского университета удостоил его учёной степени доктора медицины.

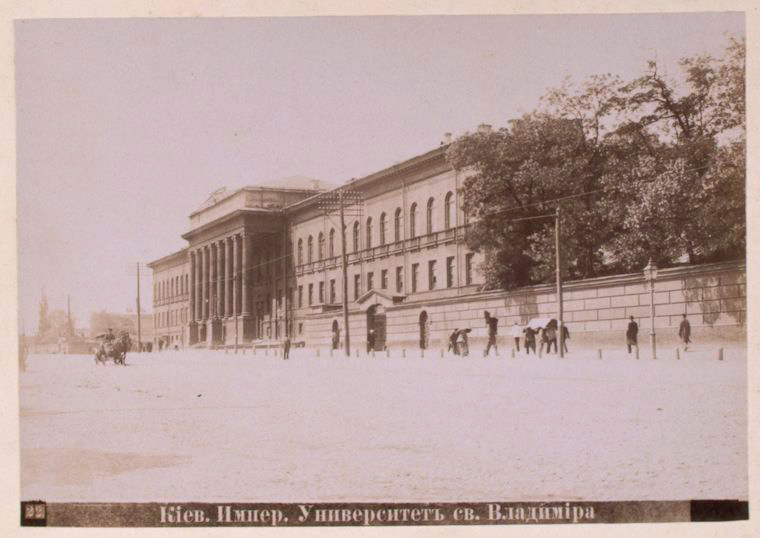
Императорский университет Св. Владимира

В 1852 году он был определен по конкурсу адъюнктом на кафедру частной патологии и терапии университета Святого Владимира. С 1854 года на Мацона было возложено временное преподавание общей патологии и патологической анатомии с утверждением в звании экстраординарного профессора. В 1858 году он был утверждён ординарным профессором на кафедру патологии и патологической анатомии университета.
Кафедра патологии и патологической анатомии содержалась в здании Анатомического театра Университета Святого Владимира (ул. Кадетская). В первый же год функционирования кафедры профессор Мацон приобрёл микроскоп французской фирмы «Oberchanber». Таким образом, в Киеве впервые в обучении студентов и в научных исследованиях был применен микроскоп.
Профессор Мацон преподавал патологическую физиологию, патологическую анатомию, патологическую гистологию студентам 3-6-го семестров в анатомическом театре, и патологическую казуистику студентам 9-го и 10-го семестров в прозекторской Киевского военного госпиталя, а также упражнял студентов в патолого-гистологических исследованиях. В обучении профессор Мацон, прежде всего, уделял внимание аутопсиям, студент должен был всё видеть своими глазами.
Профессор Мацон в 1855/1856 академическом году и в течение всего 1865 года заведовал госпитальной терапевтической клиникой; в 1865/1866 академическом году преподавал специальную патологию и терапию. Медицинский факультет в 1868—1870 годах поручил профессору Мацону обязанность декана. После введения «Университетского устава 1863 года» Мацон отказался от частной практики, чтобы заняться наукой и преподаванием.

## Общественная деятельность
В 1870 году профессора Мацона избрали почётным членом «Общества Архангельских врачей» и член-корреспондентом «Императорского Виленского медицинского общества», а в 1881 году почётным членом «Общества киевских врачей».
Профессор Мацон был видным и почтенным общественным деятелем. В 1870—1883 годах занимал должность главы «Киевского отделения общества Красного Креста», в 1871—1875 годах (по совместительству) — пост главы «Киевской городской санитарной комиссии». Мацон активно участвовал в организации и строительстве Александровской больницы и был первым её директором (1875—1885). В декабре  1869 года получил чин действительного статского советника и приобрёл права потомственного дворянства; его род был внесён в III часть родословной книги дворян Киевской губернии. С 1876 года — тайный советник.

## Место захоронения

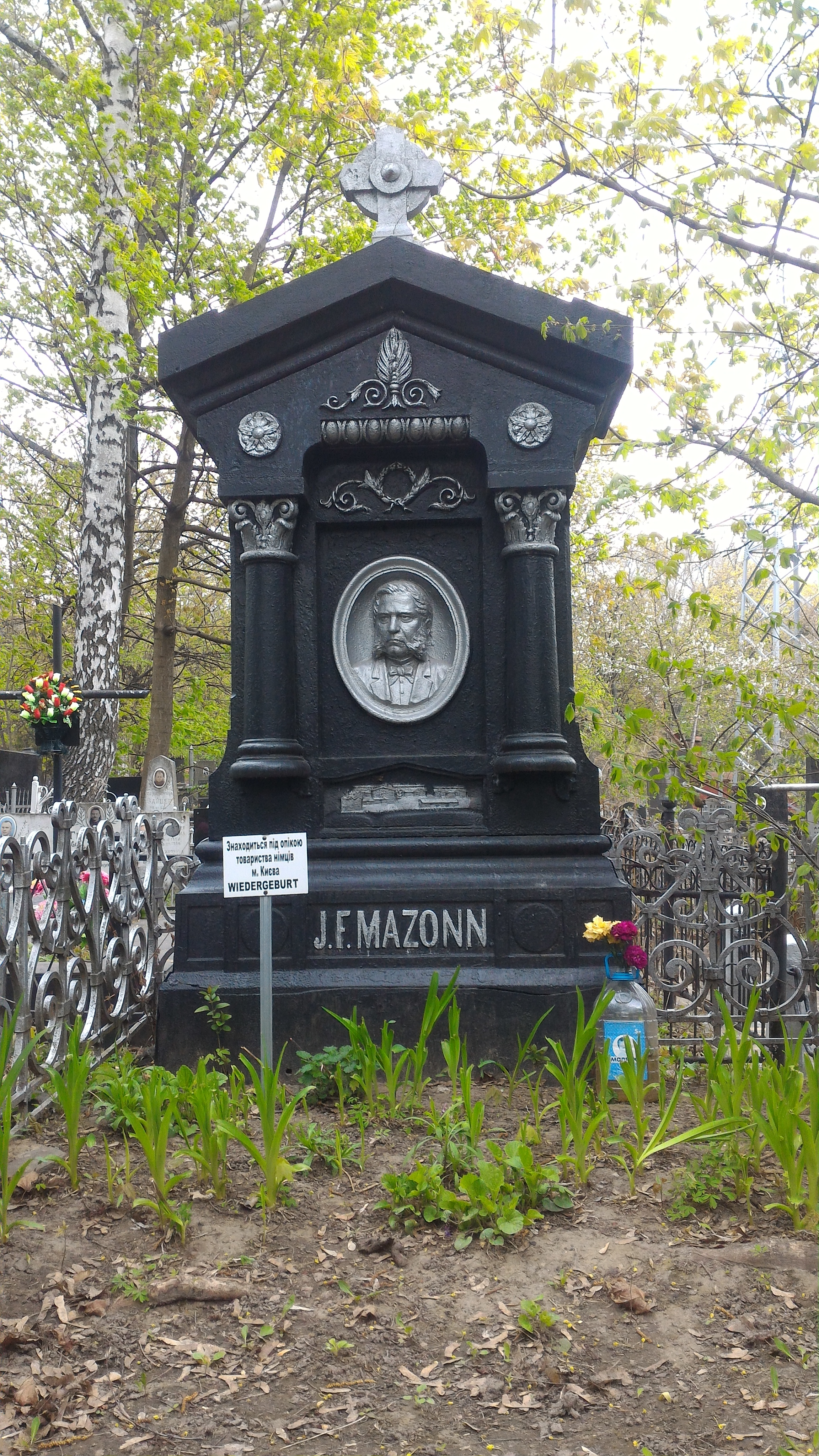
Могила Юлия Мацона

Мацон Юлий Фердинанд похоронен в Киеве, на Байковом кладбище в лютеранской части. Скульптурное изображение, которое сохранилось на могиле профессора, позволило известному историку медицины С.М. Старченко реконструировать единственный известный на сегодня портрет.

## Труды
- Einige Bemerkungen über die Cholera (1848);
- De primo gradu degenerationis renum in morbo Brightii (1850);
- Eigenthümliche pathologische Entwickelung der Pflasterepithelin der Harnkanäle (1851);
- Теория постукивания груди, обработанная на основе собственных опытов и исследований (1852);
- Untersuchungen über die Gewebselemente der glatten Muskeln und über die Existenz dieser Muskeln in der menschlichen Milz (1854);
- Наблюдение за катаральным, крупозным и дифтерическим воспалением гортани и дыхательного горла (1860);
- Об устройстве аудитории для микроскопических демонстраций (1862);
- О результатах опытов и исследований влияния кровообращения на развитие воспаления (1864);
- О паренхиматозном воспалении печени, циррозе и атрофической мускатной печени (1869);
- Отчет председателя городской санитарной комиссии о бывшем летом 1872 года в г. Киеве холерной эпидемии (1872).

## Потомки и родственные связи
Старший сын Фёдор Юльевич (Фридрих-Оскар) Мацон (1853—1912) окончил первую Киевскую гимназию с золотой медалью; в 1875 году окончил университет Св. Владимира со степенью кандидата по физико-математическому факультету, защитил диссертацию по физике и был удостоен степени магистра. С 1875 по 1877 годы слушал лекции по математике и физике в Берлинском университете. В 1885 г. возглавил Киевское техническое железнодорожное училище. Был женат на Софии Страус, которая приходилась родной сестрой инженеру-изобретателю  А. Э. Страусу и электротехнику О. Э. Страусу. Фёдор Мацон консультировал Оскара Страуса по первому в истории проекту электрификации Киева. В 1904 году он оставил должность начальника училища, дослужившись до чина статского советника, и приступил к обязанностям управляющего Киевским обществом взаимного кредита (Крещатик, дом 16). Являлся также гласным Городской Киевской думы. Ф. Ю. Мацон был собственником дома по адресу Крещатик, дом 9 и проживал в известном доме на Николаевской, дом 9. В семье было четверо детей Павел, София, Ольга, Наталия. Скончался в Киеве в августе 1912 года. Награждён орденами Владимира 4-й ст., Анны 2-й (1863) и 3-й ст., Станислава 1-й (1873), 2-й (1860) и 3-й ст. и серебряной медалью в память царствования Императора Александра III.
Сохранилась фотография внука Павла Федоровича Мацона в военной форме из Львова, адресованная родной тете Александре Эмильевне Визель-Страус (Alexandra Hermina Straus), супруге действительного члена Академии художеств Эмиля Оскаровича Визеля (Emil Anton Joseph Wiesel).

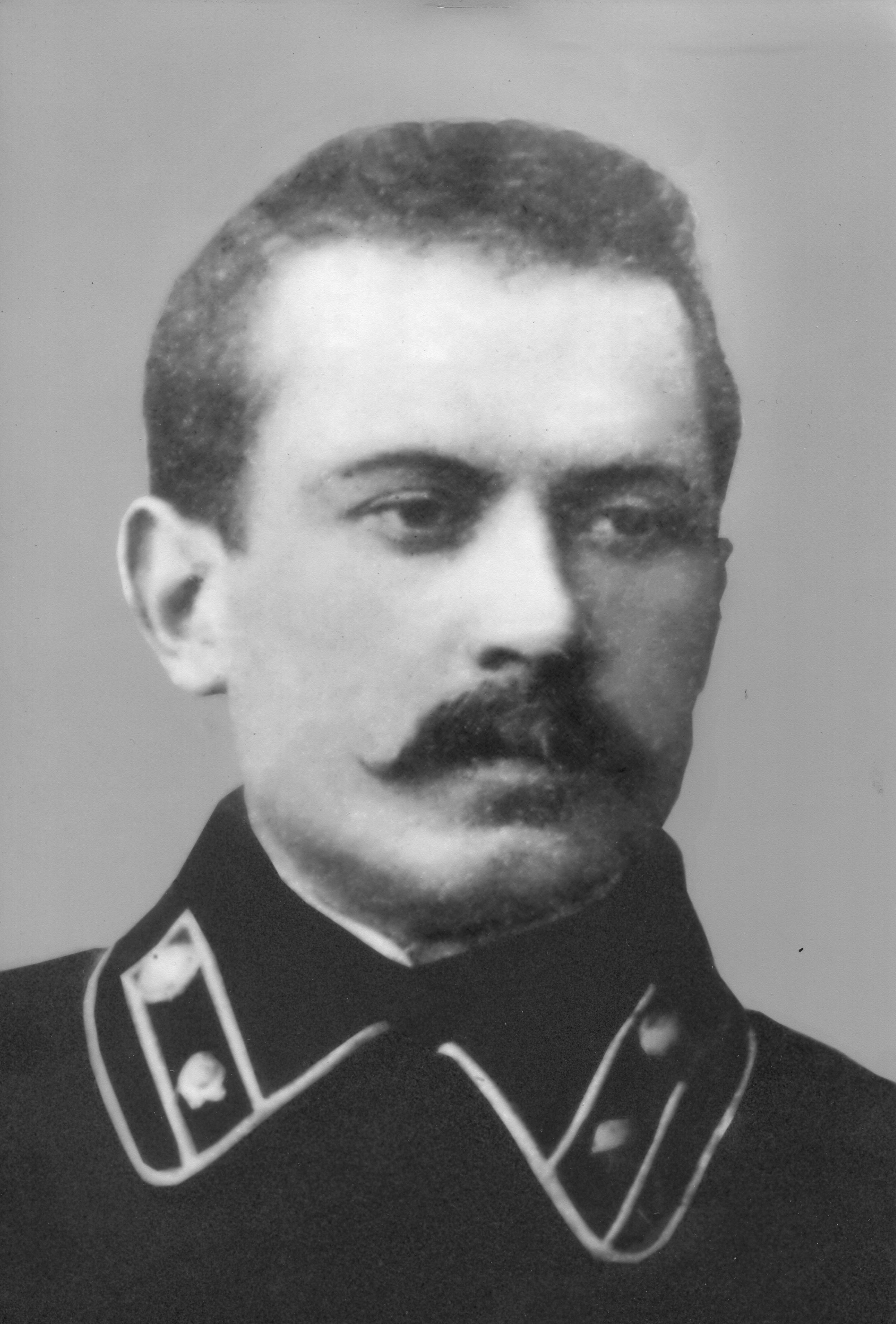
Федор Юльевич Мацон
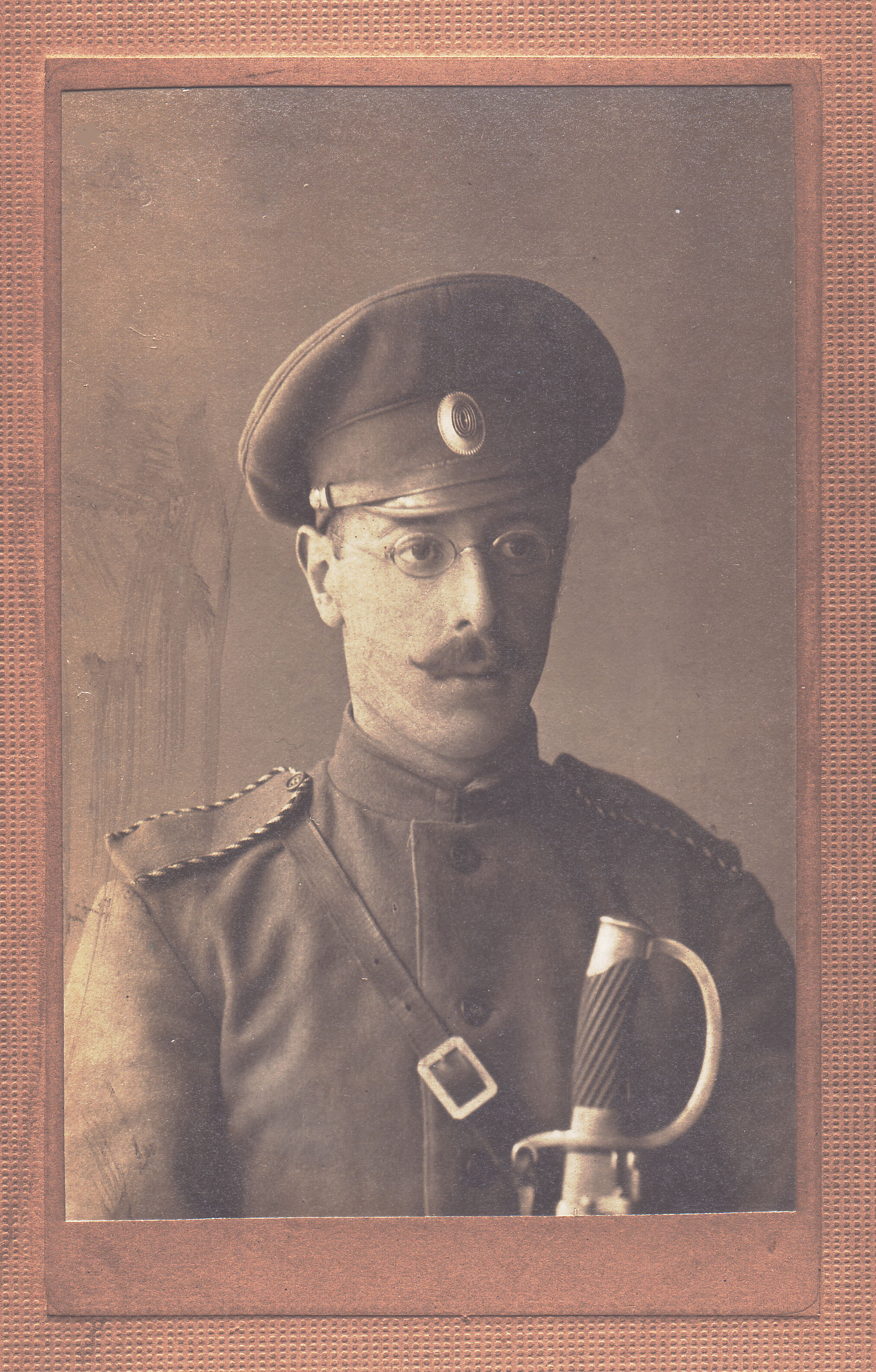
Павел Фёдорович Мацон
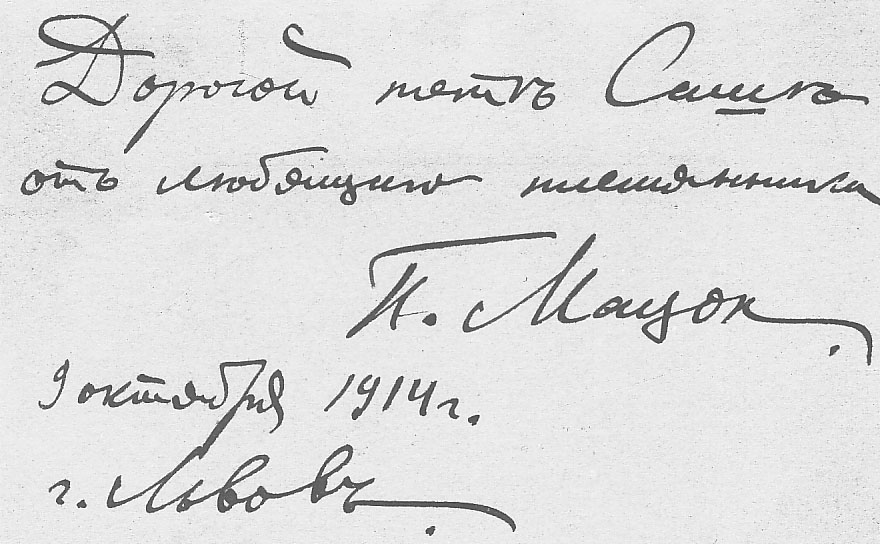
Обратная сторона фотографии П. Ф. Мацона
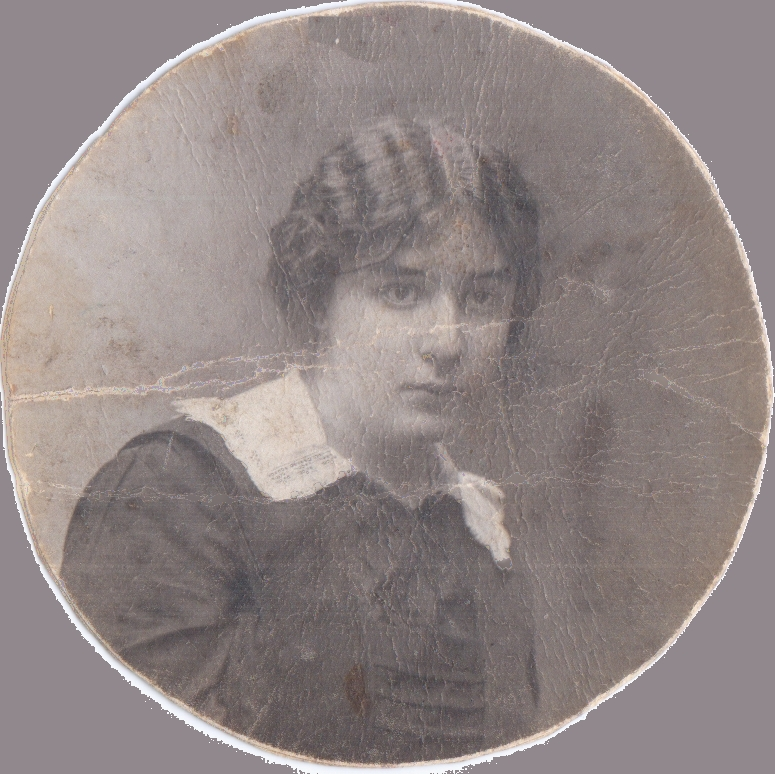
Наталья Федоровна Мацон